# Oumarou Ganda
Oumarou Ganda (Niamey, 1935-Niamey, 1981) fue un actor y director de Níger de etnia zarma.
Nació en la capital de Níger donde completó sus estudios primarios. A los 16 años, se enroló en el Cuerpo Expedicionario Francés en Extremo Oriente como soldado (1951-1955), y tras la Guerra de Indochina, regresó a Níger, donde no pudo encontrar trabajo y emigró a Costa de Marfil, donde trabajó en el puerto de Abiyán y conoció al antropólogo y cineasta francés Jean Rouch, quien estaba interesado en la inmigración nigerina en Costa de Marfil, quien lo introdujo en el mundo del cine, primero como actor en el film de 1957 Zazouman de Treichville, y más tarde en Moi un Noir (1958). 
Más tarde, regresó a Niamey, donde estuvo relacionado con el Centro Cultural Franconigerino, donde conoció muchos técnicos cinematográficos. Entre sus obras, destacan su film Cabascabo, basado en sus experiencias en Indochina, y Le Wazzou Polygame, película que ganó el primer premio FESPACO.
Tras su muerte por ataque cardíaco, se bautizó en 1981 en Niamey, Le Centre Culturel Oumarou GANDA (C.C.O.G) en su honor.

## Películas
- Cabascabo (1968, en zarma)
- Le Wazzou Polygame (1970, en zarma)
- Saïtane (1972, en zarma).
- L'Exilé (1980,)